# Złote Taśmy
Złote Taśmy – polska nagroda przyznawana od 1956 roku przez Stowarzyszenie Dziennikarzy Polskich pod nazwą Warszawska Syrenka. Początkowo przyznawana była w kategoriach najlepszego filmu polskiego, polskiego – krótkometrażowego i zagranicznego. Po wprowadzeniu stanu wojennego i delegalizacji Stowarzyszenia Dziennikarzy Polskich, środowisko krytyków zostało podzielone. Utworzono Stowarzyszenie Dziennikarzy PRL, które przejęło prawo do przyznawania Syrenki Warszawskiej. Część krytyków przystąpiła do Stowarzyszenia Filmowców Polskich, ustanawiając w 1985 r., jako Samodzielne Koło Piśmiennictwa, swoją coroczną nagrodę za najlepszy obraz Polskich ekranów, w kategoriach filmu polskiego i zagranicznego jako Złote Taśmy.
Koło Piśmiennictwa Filmowego SFP jest polską sekcją FIPRESCI, czyli Międzynarodowej Federacji Krytyków Filmowych (Federation Internationale de la Presse Cinematographique).

## Laureaci
Lista laureatów głównej nagrody i wyróżnionych

### Najlepszy Film Polski
| Rok  | Najlepszy Film Polski                                   | Reżyser                            | Uwagi                              | Przypisy    |
| ---- | ------------------------------------------------------- | ---------------------------------- | ---------------------------------- | ----------- |
| 1985 | Nadzór                                                  | Wiesław Saniewski                  |                                    | [ 2 ]       |
| 1985 | Jestem mężczyzną                                        | Maria Zmarz-Koczanowicz            | film dokumentalny, krótkometrażowy | [ 2 ]       |
| 1986 | Kronika wypadków miłosnych                              | Andrzej Wajda                      |                                    | [ 2 ]       |
| 1987 | Matka Królów                                            | Janusz Zaorski                     |                                    | [ 2 ]       |
| 1987 | Fan                                                     | Wojciech Maciejewski               | film dokumentalny, krótkometrażowy | [ 2 ]       |
| 1988 | Krótki film o miłości                                   | Krzysztof Kieślowski               |                                    | [ 2 ]       |
| 1988 | Niedzielne igraszki                                     | Robert Gliński                     |                                    | [ 2 ]       |
| 1988 | Górnicy ’88                                             | Andrzej Piekutowski                | film dokumentalny, krótkometrażowy | [ 2 ]       |
| 1989 | Lawa                                                    | Tadeusz Konwicki                   |                                    | [ 2 ]       |
| 1990 | Ucieczka z kina „Wolność”                               | Wojciech Marczewski                |                                    | [ 2 ]       |
| 1991 | Podwójne życie Weroniki                                 | Krzysztof Kieślowski               |                                    | [ 2 ]       |
| 1992 | Dotknięcie ręki                                         | Krzysztof Zanussi                  |                                    | [ 2 ]       |
| 1993 | Dwa księżyce                                            | Andrzej Barański                   |                                    | [ 2 ]       |
| 1994 | Trzy kolory. Czerwony                                   | Krzysztof Kieślowski               |                                    | [ 2 ]       |
| 1995 | Wrzeciono czasu                                         | Andrzej Kondratiuk                 |                                    | [ 2 ]       |
| 1996 | Pułkownik Kwiatkowski                                   | Kazimierz Kutz                     |                                    | [ 2 ]       |
| 1997 | Historie miłosne                                        | Jerzy Stuhr                        |                                    | [ 2 ]       |
| 1998 | Kroniki domowe                                          | Leszek Wosiewicz                   |                                    | [ 2 ]       |
| 1999 | Pan Tadeusz                                             | Andrzej Wajda                      |                                    | [ 2 ]       |
| 1999 | Dług                                                    | Krzysztof Krauze                   |                                    | [ 2 ]       |
| 2000 | Daleko od okna                                          | Jan Jakub Kolski                   |                                    | [ 2 ]       |
| 2000 | Życie jako śmiertelna choroba przenoszona drogą płciową | Krzysztof Zanussi                  |                                    | [ 2 ]       |
| 2001 | Cześć Tereska                                           | Robert Gliński                     |                                    | [ 2 ]       |
| 2002 | Pianista                                                | Roman Polański                     |                                    |             |
| 2002 | Edi                                                     | Piotr Trzaskalski                  |                                    |             |
| 2003 | Zmruż oczy                                              | Andrzej Jakimowski                 |                                    |             |
| 2004 | Pręgi                                                   | Magdalena Piekorz                  |                                    |             |
| 2005 | Persona non grata                                       | Krzysztof Zanussi                  |                                    |             |
| 2006 | Plac Zbawiciela                                         | Joanna Kos-Krauze Krzysztof Krauze |                                    |             |
| 2007 | Sztuczki                                                | Andrzej Jakimowski                 |                                    |             |
| 2008 | Rysa                                                    | Michał Rosa                        |                                    |             |
| 2008 | Po-Lin. Okruchy pamięci                                 | Jolanta Dylewska                   | film dokumentalny                  |             |
| 2019 | Dom zły                                                 | Wojciech Smarzowski                |                                    | [ 3 ]       |
| 2010 | Las                                                     | Piotr Dumała                       |                                    | [ 4 ]       |
| 2011 | Erratum                                                 | Marek Lechki                       |                                    | [ 5 ]       |
| 2012 | Róża                                                    | Wojciech Smarzowski                |                                    | [ 6 ] [ 7 ] |
| 2013 | Imagine                                                 | Andrzej Jakimowski                 |                                    | [ 8 ]       |
| 2013 | Ida                                                     | Paweł Pawlikowski                  |                                    | [ 8 ]       |
| 2013 | Papusza                                                 | Joanna Kos-Krauze Krzysztof Krauze |                                    | [ 8 ]       |
| 2014 | Bogowie                                                 | Łukasz Palkowski                   |                                    |             |
| 2014 | Miasto 44                                               | Jan Komasa                         |                                    |             |
| 2014 | Efekt domina                                            | Elwira Niewiera Piotr Rosołowski   | film dokumentalny                  |             |
| 2015 | Body/Ciało                                              | Małgorzata Szumowska               |                                    | [ 9 ]       |
| 2015 | Intruz                                                  | Magnus von Horn                    |                                    | [ 9 ]       |
| 2015 | Joanna                                                  | Aneta Kopacz                       | film dokumentalny, krótkometrażowy | [ 9 ]       |
| 2016 | Ostatnia rodzina                                        | Jan P. Matuszyński                 |                                    | [ 10 ]      |
| 2016 | Wołyń                                                   | Wojciech Smarzowski                |                                    | [ 10 ]      |
| 2016 | Nawet nie wiesz, jak bardzo cię kocham                  | Paweł Łoziński                     | film dokumentalny                  | [ 10 ]      |
| 2016 | Komunia                                                 | Anna Zamecka                       | film dokumentalny                  | [ 10 ]      |
| 2017 | Dzikie róże                                             | Anna Jadowska                      |                                    | [ 10 ]      |
| 2017 | Cicha noc                                               | Piotr Domalewski                   |                                    | [ 10 ]      |
| 2017 | Pewnego razu w listopadzie…                             | Andrzej Jakimowski                 |                                    | [ 10 ]      |
| 2018 | Zimna wojna                                             | Paweł Pawlikowski                  |                                    | [ 1 ]       |
| 2018 | Kler                                                    | Wojciech Smarzowski                |                                    | [ 1 ]       |
| 2018 | Jak pies z kotem                                        | Janusz Kondratiuk                  |                                    | [ 1 ]       |
| 2018 | Over the Limit                                          | Marta Prus                         | film dokumentalny                  | [ 1 ]       |
| 2019 | Boże Ciało                                              | Jan Komasa                         |                                    | [ 11 ]      |
| 2019 | Supernova                                               | Bartosz Kruhlik                    |                                    | [ 11 ]      |
| 2019 | Mowa ptaków                                             | Xawery Żuławski                    |                                    | [ 11 ]      |
| 2020 | Zabij to i wyjedź z tego miasta                         | Mariusz Wilczyński                 |                                    | [ 12 ]      |
| 2020 | Jak najdalej stąd                                       | Piotr Domalewski                   |                                    | [ 12 ]      |
| 2020 | Sala samobójców. Hejter                                 | Jan Komasa                         |                                    | [ 12 ]      |
| 2021 | Wszystkie nasze strachy                                 | Łukasz Ronduda, Łukasz Gutt        |                                    | [ 13 ]      |
| 2021 | Moje wspaniałe życie                                    | Łukasz Grzegorzek                  |                                    | [ 13 ]      |
| 2021 | Wesele                                                  | Wojciech Smarzowski                |                                    | [ 13 ]      |
| 2022 | IO                                                      | Jerzy Skolimowski                  |                                    | [ 14 ]      |
| 2022 | Film balkonowy                                          | Paweł Łoziński                     | film dokumentalny                  | [ 14 ]      |
| 2022 | Kobieta na dachu                                        | Anna Jadowska                      |                                    | [ 14 ]      |
| 2023 | Zielona granica                                         | Agnieszka Holland                  |                                    | [ 15 ]      |
| 2023 | Chleb i sól                                             | Damian Kocur                       |                                    | [ 15 ]      |
| 2023 | Skąd dokąd                                              | Maciej Hamela                      | film dokumentalny                  | [ 15 ]      |

### Najlepszy film zagraniczny
| Rok  | Najlepszy film zagraniczny                                                               | Reżyser                                                                                  | Język filmu                                                                              | Przypis |
| ---- | ---------------------------------------------------------------------------------------- | ---------------------------------------------------------------------------------------- | ---------------------------------------------------------------------------------------- | ------- |
| 1985 | Fanny i Aleksander                                                                       | Ingmar Bergman                                                                           | szwedzki, niemiecki                                                                      | [ 2 ]   |
| 1985 | Błękitne góry, czyli nieprawdopodobna historia                                           | Eldar Szengiełaja                                                                        | gruziński                                                                                | [ 2 ]   |
| 1985 | Zelig                                                                                    | Woody Allen                                                                              | angielski                                                                                | [ 2 ]   |
| 1986 | Pułkownik Redl                                                                           | István Szabó                                                                             | niemiecki, węgierski                                                                     | [ 2 ]   |
| 1986 | Straszydło                                                                               | Rołan Bykow                                                                              | rosyjski                                                                                 | [ 2 ]   |
| 1986 | Podróż do Indii                                                                          | David Lean                                                                               | angielski                                                                                | [ 2 ]   |
| 1987 | Misja                                                                                    | Roland Joffé                                                                             | angielski, łaciński, guarani                                                             | [ 2 ]   |
| 1987 | Pokuta                                                                                   | Tengiz Abuładze                                                                          | gruziński                                                                                | [ 2 ]   |
| 1988 | Filmowi zagranicznemu nie przyznano nagrody na znak protestu przeciw ubóstwu repertuaru. | Filmowi zagranicznemu nie przyznano nagrody na znak protestu przeciw ubóstwu repertuaru. | Filmowi zagranicznemu nie przyznano nagrody na znak protestu przeciw ubóstwu repertuaru. | [ 2 ]   |
| 1989 | Ostatni cesarz                                                                           | Bernardo Bertolucci                                                                      | angielski, chiński, japoński                                                             | [ 2 ]   |
| 1990 | Stowarzyszenie Umarłych Poetów                                                           | Peter Weir                                                                               | angielski                                                                                | [ 2 ]   |
| 1990 | Bagdad Cafe                                                                              | Percy Adlon                                                                              | angielski                                                                                | [ 2 ]   |
| 1990 | Niebezpieczne związki                                                                    | Stephen Frears                                                                           | angielski                                                                                | [ 2 ]   |
| 1991 | Tańczący z wilkami                                                                       | Kevin Costner                                                                            | angielski, lakota, pawnee                                                                | [ 2 ]   |
| 1992 | Blaszany bębenek                                                                         | Volker Schlöndorff                                                                       | niemiecki, hebrajski, włoski, polski, rosyjski                                           | [ 2 ]   |
| 1993 | Kochana Emmo, droga Bobe                                                                 | István Szabó                                                                             | węgierski                                                                                | [ 2 ]   |
| 1994 | Serce jak lód                                                                            | Claude Sautet                                                                            | francuski                                                                                | [ 2 ]   |
| 1994 | Żegnaj, moja konkubino                                                                   | Chen Kaige                                                                               | chiński                                                                                  | [ 2 ]   |
| 1994 | Co gryzie Gilberta Grape’a                                                               | Lasse Hallström                                                                          | angielski                                                                                | [ 2 ]   |
| 1995 | Listonosz                                                                                | Michael Radford                                                                          | włoski, hiszpański                                                                       | [ 2 ]   |
| 1995 | Pulp Fiction                                                                             | Quentin Tarantino                                                                        | angielski                                                                                | [ 2 ]   |
| 1995 | Underground                                                                              | Emir Kusturica                                                                           | serbski, niemiecki                                                                       | [ 2 ]   |
| 1996 | Dym                                                                                      | Wayne Wang                                                                               | angielski                                                                                | [ 2 ]   |
| 1996 | Fargo                                                                                    | Joel Coen                                                                                | angielski                                                                                | [ 2 ]   |
| 1996 | Lisbon Story                                                                             | Wim Wenders                                                                              | niemiecki, portugalski, angielski                                                        | [ 2 ]   |
| 1997 | Przełamując fale                                                                         | Lars von Trier                                                                           | angielski                                                                                | [ 2 ]   |
| 1997 | Bracia Witmanowie                                                                        | János Szász                                                                              | węgierski                                                                                | [ 2 ]   |
| 1997 | Sekrety i kłamstwa                                                                       | Mike Leigh                                                                               | angielski                                                                                | [ 2 ]   |
| 1998 | Funny Games                                                                              | Michael Haneke                                                                           | niemiecki, francuski                                                                     | [ 2 ]   |
| 1998 | Big Lebowski                                                                             | Joel Coen Ethan Coen                                                                     | angielski                                                                                | [ 2 ]   |
| 1998 | Przejrzeć Harry’ego                                                                      | Woody Allen                                                                              | angielski                                                                                | [ 2 ]   |
| 1999 | Idioci                                                                                   | Lars von Trier                                                                           | duński                                                                                   | [ 2 ]   |
| 1999 | Charakter                                                                                | Mike van Diem                                                                            | holenderski                                                                              | [ 2 ]   |
| 1999 | Oczy szeroko zamknięte                                                                   | Stanley Kubrick                                                                          | angielski                                                                                | [ 2 ]   |
| 2000 | Prosta historia                                                                          | David Lynch                                                                              | angielski                                                                                | [ 2 ]   |
| 2000 | Jesienna opowieść                                                                        | Éric Rohmer                                                                              | francuski                                                                                | [ 2 ]   |
| 2001 | Pianistka                                                                                | Michael Haneke                                                                           | francuski, niemiecki                                                                     | [ 2 ]   |
| 2001 | Amelia                                                                                   | Jean-Pierre Jeunet                                                                       | francuski                                                                                |         |
| 2001 | Kropla słońca                                                                            | István Szabó                                                                             | angielski, francuski                                                                     |         |
| 2002 | Ziemia niczyja                                                                           | Danis Tanović                                                                            | angielski, francuski, bośniacki, chorwacki, serbski, niemiecki                           |         |
|      | Gosford Park                                                                             | Robert Altman                                                                            | angielski                                                                                |         |
| 2003 | Godziny                                                                                  | Stephen Daldry                                                                           | angielski                                                                                |         |
| 2003 | Pokój syna                                                                               | Nanni Moretti                                                                            | włoski                                                                                   |         |
| 2003 | Inwazja barbarzyńców                                                                     | Denys Arcand                                                                             | francuski, angielski                                                                     |         |
| 2004 | Powrót                                                                                   | Andriej Zwiagincew                                                                       | rosyjski                                                                                 |         |
|      | Między słowami                                                                           | Sofia Coppola                                                                            | angielski, japoński                                                                      |         |
| 2005 | Ukryte                                                                                   | Michael Haneke                                                                           | francuski                                                                                |         |
| 2005 | Vera Drake                                                                               | Mike Leigh                                                                               | angielski                                                                                |         |
| 2005 | Wiosna, lato, jesień, zima… wiosna                                                       | Kim Ki-duk                                                                               | koreański                                                                                |         |
| 2005 | Opowieści o zwyczajnym szaleństwie                                                       | Petr Zelenka                                                                             | czeski                                                                                   |         |
| 2006 | Wiatr buszujący w jęczmieniu                                                             | Ken Loach                                                                                | angielski, irlandzki, łaciński                                                           |         |
| 2006 | Babel                                                                                    | Alejandro González Iñárritu                                                              | angielski, hiszpański                                                                    |         |
| 2007 | 4 miesiące, 3 tygodnie i 2 dni                                                           | Cristian Mungiu                                                                          | rumuński                                                                                 | [ 16 ]  |
| 2007 | Grbavica                                                                                 | Jasmila Žbanić                                                                           | bośniacki                                                                                | [ 16 ]  |
| 2007 | Obsługiwałem angielskiego króla                                                          | Jiří Menzel                                                                              | czeski                                                                                   | [ 16 ]  |
| 2008 | Ostrożnie, pożądanie                                                                     | Ang Lee                                                                                  | chiński (mandaryński, kantoński), japoński, hindi, angielski                             | [ 16 ]  |
| 2008 | Ładunek 200                                                                              | Aleksiej Bałabanow                                                                       | rosyjski, angielski                                                                      | [ 16 ]  |
| 2008 | Motyl i skafander                                                                        | Julian Schnabel                                                                          | francuski                                                                                | [ 16 ]  |
| 2009 | Biała wstążka                                                                            | Michael Haneke                                                                           | niemiecki                                                                                | [ 3 ]   |
| 2009 | Walc z Baszirem                                                                          | Ari Folman                                                                               | hebrajski                                                                                | [ 3 ]   |
| 2009 | Papierowy żołnierz                                                                       | Aleksiej German młodszy                                                                  | rosyjski                                                                                 | [ 3 ]   |
| 2010 | Lourdes                                                                                  | Jessica Hausner                                                                          | francuski                                                                                | [ 4 ]   |
| 2010 | Miód                                                                                     | Semih Kaplanoğlu                                                                         | turecki                                                                                  | [ 4 ]   |
| 2010 | Fish Tank                                                                                | Andrea Arnold                                                                            | angielski                                                                                | [ 4 ]   |
| 2011 | Rozstanie                                                                                | Asghar Farhadi                                                                           | perski                                                                                   | [ 5 ]   |
| 2011 | Melancholia                                                                              | Lars von Trier                                                                           | angielski                                                                                | [ 5 ]   |
| 2011 | O północy w Paryżu                                                                       | Woody Allen                                                                              | angielski                                                                                | [ 5 ]   |
| 2012 | Miłość                                                                                   | Michael Haneke                                                                           | francuski                                                                                | [ 6 ]   |
| 2012 | Pewnego razu w Anatolii                                                                  | Nuri Bilge Ceylan                                                                        | turecki                                                                                  | [ 6 ]   |
| 2012 | Elena                                                                                    | Andriej Zwiagincew                                                                       | rosyjski                                                                                 | [ 6 ]   |
| 2013 | Przeszłość                                                                               | Asghar Farhadi                                                                           | francuski, perski, włoski                                                                | [ 8 ]   |
| 2013 | Życie Adeli – Rozdział 1 i 2                                                             | Abdellatif Kechiche                                                                      | francuski                                                                                | [ 8 ]   |
| 2013 | Django                                                                                   | Quentin Tarantino                                                                        | angielski                                                                                | [ 8 ]   |
| 2014 | Lewiatan                                                                                 | Andriej Zwiagincew                                                                       | rosyjski                                                                                 |         |
| 2014 | Wielkie piękno                                                                           | Paolo Sorrentino                                                                         | włoski, japoński, hiszpański, chiński                                                    |         |
| 2014 | Mama                                                                                     | Xavier Dolan                                                                             | francuski                                                                                |         |
| 2015 | Gołąb przysiadł na gałęzi i rozmyśla o istnieniu                                         | Roy Andersson                                                                            | szwedzki                                                                                 | [ 9 ]   |
| 2015 | Birdman                                                                                  | Alejandro González Iñárritu                                                              | angielski                                                                                | [ 9 ]   |
| 2015 | Młodość                                                                                  | Paolo Sorrentino                                                                         | angielski                                                                                | [ 9 ]   |
| 2016 | Paterson                                                                                 | Jim Jarmusch                                                                             | angielski                                                                                | [ 10 ]  |
| 2016 | Syn Szawła                                                                               | László Nemes                                                                             | niemiecki, węgierski, polski, jidysz, rosyjski, słowacki, czeski, grecki                 | [ 10 ]  |
| 2016 | Anomalisa                                                                                | Duke Johnson Charlie Kaufman                                                             | angielski                                                                                | [ 10 ]  |
| 2017 | Manchester by the Sea                                                                    | Kenneth Lonergan                                                                         | angielski                                                                                | [ 10 ]  |
| 2017 | Sieranevada                                                                              | Cristi Puiu                                                                              | rumuński                                                                                 | [ 10 ]  |
| 2017 | Klient                                                                                   | Asghar Farhadi                                                                           | perski                                                                                   | [ 10 ]  |
| 2018 | Roma                                                                                     | Alfonso Cuarón                                                                           | hiszpański, mixtec                                                                       | [ 1 ]   |
| 2018 | Niemiłość                                                                                | Andriej Zwiagincew                                                                       | rosyjski                                                                                 | [ 1 ]   |
| 2018 | Trzy billboardy za Ebbing, Missouri                                                      | Martin McDonagh                                                                          | angielski                                                                                | [ 1 ]   |
| 2019 | Ból i blask                                                                              | Pedro Almodóvar                                                                          | hiszpański                                                                               | [ 11 ]  |
| 2019 | Wysoka dziewczyna                                                                        | Kantiemir Bałagow                                                                        | rosyjski                                                                                 | [ 11 ]  |
| 2019 | Joker                                                                                    | Todd Phillips                                                                            | angielski                                                                                | [ 11 ]  |
| 2020 | Nędznicy                                                                                 | Ladj Ly                                                                                  | francuski                                                                                | [ 12 ]  |
| 2020 | Szarlatan                                                                                | Agnieszka Holland                                                                        | czeski, słowacki, niemiecki                                                              | [ 12 ]  |
| 2020 | Babyteeth                                                                                | Shannon Murphy                                                                           | angielski                                                                                | [ 12 ]  |
| 2021 | Aida                                                                                     | Jasmila Žbanić                                                                           | bośniacki, angielski, niderlandzki                                                       | [ 13 ]  |
| 2021 | Nomadland                                                                                | Chloé Zhao                                                                               | angielski                                                                                | [ 13 ]  |
| 2021 | Na rauszu                                                                                | Thomas Vinterberg                                                                        | duński, szwedzki                                                                         | [ 13 ]  |
| 2022 | Fabelmanowie                                                                             | Steven Spielberg                                                                         | angielski                                                                                | [ 14 ]  |
| 2022 | C’mon C’mon                                                                              | Mike Mills                                                                               | angielski                                                                                | [ 14 ]  |
| 2022 | Vortex                                                                                   | Gaspar Noé                                                                               | francuski                                                                                | [ 14 ]  |
| 2023 | Aftersun                                                                                 | Charlotte Wells                                                                          | angielski                                                                                | [ 15 ]  |
| 2023 | Duchy Inisherin                                                                          | Martin McDonagh                                                                          | angielski                                                                                | [ 15 ]  |
| 2023 | Oppenheimer                                                                              | Christopher Nolan                                                                        | angielski                                                                                | [ 15 ]  |